# Carl Mennicke
August Carl Mennicke (Elberfeld, 5 september 1887 - Frankfurt am Main, 15 november 1958) was een Duits/Nederlands sociaal-pedagoog en religieus-socialist.
Met een onderbreking gedurende de Tweede Wereldoorlog was hij van 1935 tot 1952 directeur van de Internationale School voor Wijsbegeerte te Amersfoort.

## Levensloop
Mennicke groeide op in een eenvoudig protestants milieu. Op zijn 14e verruilde hij de schoolbanken voor een kantoorbaan. Acht jaar later behaalde hij het diploma gymnasium en ging hij theologie studeren in Bonn, Halle, Berlijn en Utrecht. Terug in Duitsland studeerde hij in 1917 als rekruut af, waarna hij naar het westelijk front werd gezonden. Korte tijd later werd hij hulppredikant in het Ruhrgebied, waar hij de slechte werkomstandigheden van de arbeiders van dichtbij leerde kennen.
Na de oorlog werkte hij als vormingswerker bij de Soziale Arbeitsgemeinschaft Berlin-Ost. Politiek zocht hij zijn heil bij het christensocialisme. Dit voerde hem ook naar Nederland, waar hij in contact kwam met de Arbeidersgemeenschap der Woodbrookers te Barchem. Met het confessionele christendom voelde hij zich steeds minder verbonden; dit bracht hem ertoe in 1927 zijn kerklidmaatschap op te zeggen.

## Docentschap sociaalpedagogiek
Vanaf 1920 was Mennicke werkzaam als docent sociologie aan de Deutsche Hochschule für Politik in Berlijn. In 1930 werd hij benoemd tot 'Honorarprofessor' in de (sociale) pedagogiek aan de Universiteit van Frankfurt. Hetzelfde vak doceert hij aan het Berufspädagogische Institut, een aan de universiteit gelieerde opleiding voor leerkrachten in het beroepsonderwijs. In mei 1931 kent de faculteit hem de doctorstitel toe.
Na Hitlers machtsovername in 1933 werd hij wegens zijn 'dissidente' politieke en pedagogische opvattingen uit zijn functies ontheven. Hij week uit naar Nederland waar hij al eerder contacten legde met geestverwanten  in de kringen van het religieus-socialisme en de Internationale School voor Wijsbegeerte in Amersfoort. Zijn benoeming in 1935 tot directeur van laatstgenoemd instituut verschafte hem de nodige bestaanszekerheid, die hij nog versterkte met lezingen en publicaties.

## Tweede Wereldoorlog
Het wetsontwerp voor zijn naturalisatie lag al bij de Tweede Kamer, maar in de meidagen van 1940 werd Mennicke - als Duitser in oorlogsgebied - op last van de Nederlandse autoriteiten geïnterneerd. De capitulatie van Nederland gaf hem zijn vrijheid terug, zij het slechts tot november 1941. Medio 1942 werd hij geïnterneerd in het concentratiekamp Sachsenhausen. Begin 1943 kwam hij vrij, onder voorwaarde dat hij zich op vaste tijden bij de politie zou melden, en ging hij als metaalarbeider aan de slag in Berlijn. In de avonduren werkte hij aan zijn autobiografie.
Na de oorlog keerde hij terug naar Nederland en hervatte hij de directie van de Internationale School voor Wijsbegeerte. Ook vervulde hij docentschappen aan de Universiteit van Amsterdam en de Academie voor Lichamelijke Opvoeding Amsterdam.

## Eerherstel
In 1952 werd hij hersteld in zijn ambten aan de Frankfurter universiteit. Op zijn verzoek werd zijn leeropdracht in de pedagogiek uitgebreid met filosofie. Op het Berufspädagogisches Institut werd hij verantwoordelijk voor de sociologie en sociale pedagogiek. 
Drie jaar na zijn afscheid van de universiteit overleed Mennicke op 72-jarige leeftijd.